# تورستن گوتشه
تورستن گوتشه (به آلمانی: Torsten Gutsche) قایقران اهل آلمان شرقی سابق در رشته کانو است. وی در بین سال‌های ‎۱۹۹۲ تا ۱۹۹۶ میلادی در مسابقات بازی‌های المپیک تابستانی در مجموع ۴ مدال، شامل ۳ مدال طلا و ۱ نقره را کسب کرد.